# Heide-Marie Härtel
Heide-Marie Härtel (* 26. Juli 1950 in Saarbrücken) ist eine deutsche Tänzerin, Kamerafrau, Filmregisseurin und künstlerische Leiterin des Deutschen Tanzfilminstituts Bremen.

## Biografie
Härtel verließ 1978 die Tanzcompagnie von Johann Kresnik am Bremer Theater und beendete damit ihre Laufbahn als ausgebildete Balletttänzerin. Ihr Tanzstudium absolvierte sie am Institut für Bühnentanz in Köln. Härtel tanzte in Bremen u. a. als Tänzerin mit Solo-Verpflichtung bei dem Pionier des deutschen Tanztheaters in Stücken wie Kriegsanleitung für Jedermann und Schwanensee AG. Sie studierte anschließend Kulturwissenschaften an der Universität Bremen. Parallel machte sie sich mit der Technik und Methodik des Filmens vertraut. Motivation war die Überlieferung der kurzlebigen, neuartigen Tanzstücke mit deren politischen Brisanz. 1979 übernahm sie die Videobetreuung der Sparte Tanz am Bremer Theater, das von Reinhild Hoffmann und Gerhard Bohner geleitet wurde, und für das Folkwang Tanzstudio. Das Deutsche Tanzfilminstitut Bremen e. V. gründete Heide-Marie Härtel mit Susanne Schlicher 1988/89 als non-profit Organisation, dessen künstlerische Leitung liegt bis heute in ihren Händen. Im Auftrag des Goethe-Instituts reiste sie ab 1992 mit Vorträgen über die Geschichte und Gegenwart des Deutschen Tanztheaters durch Europa und andere Kontinente. Im selben Jahr wurde das erste 90-minütige Tele-Tanzjournal auf 3sat ausgestrahlt, für das ihr ein Jahr später eine besondere Erwähnung beim Grand Prix International Video Danse ausgesprochen wurde. Mit einfachen Mitteln begann sie ihre Laufbahn als „Chronistin“ der deutschen Tanzszene – klassisch und zeitgenössisch. Heide-Marie Härtel arbeitet in den Bereichen Regie, Kamera, Produktion für NDR, ZDF, arte und den Theaterkanal sowie für Tanzcompagnien und Kulturinstitutionen des Landes.
Härtel initiierte und leitete das EU-Projekt „Terpsychore“ (1999–2002) zum Aufbau eines europäischen Archiv-Netzwerkes zur Rettung des audiovisuellen Tanzerbes Europas. 2004–2007 erarbeitete sie im Auftrag der National Library Singapur, des Goethe-Instituts und der Kulturstiftung des Bundes das Projekt „Dance on Demand“ gemeinsam mit der Universität Bremen ein audiovisuelles Tanzportal mit 400 Texten, 100 Filmen und 3000 Fotos zum deutschen Tanz. Sie ist Mitbegründerin des Dachverband Tanz Deutschland e. V., Sitz Berlin und seit 2010 Vorstandsmitglied. Gemeinsam mit anderen Archiven hat sie 2007 den Verbund Deutscher Tanzarchive (VDT) gegründet.
2004 etablierte sich das Deutsche Tanzfilminstitut Bremen neu im Forum am Wall. Das Deutsche Tanzfilminstitut beherbergt ein Medienarchiv mit einem Materialstock von ca. 40.000 Datenträgern, bestehend aus diversen Aufzeichnungsnormen – analog und digital. Die Hauptsammlungsgebiete ergeben sich aus der Produktionstätigkeit um die Geschichte des deutschen Tanztheaters mit Johann Kresnik, Reinhild Hoffmann, Susanne Linke und Pina Bausch sowie deren Nachfolger und rund um das klassische Ballett mit Arbeiten von John Cranko, John Neumeier und die Choreographen der großen Staatstheaterensembles.
Seit 2006 werden im Deutschen Tanzfilminstitut Bremen umfangreiche Videobestände namhafter Choreographen sowie Archivbestände großer Ballettcompagnien restauriert und digitalisiert.

## Auszeichnung
- 1993 Besondere Erwähnung beim Grand Prix International Video Danse[9]
- 2019 Ehrenmitgliedschaft Koinzi-Dance[10]
- 2021 Hauptpreis des Deutschen Tanzpreises für ihr Lebenswerk.[11]
- 2025 wurde sie mit dem Bundesverdienstkreuz am Bande ausgezeichnet.[12]

## Filme (Auswahl)
Als Kamerafrau, Regisseurin und / oder Produzentin tätig:
- Filmreihe der Tele-Tanzjournale
  - Sieben Ausgaben biennal à 90 min für 3sat und die Internationalen Goethe-Institute von 1993 bis 2007[13]
- Arbeit für den ZDFtheaterkanal
  - “Choreographische Avantgarde” über fünf Choreographen (je 45 min) – Stephan Thoss, Anna Huber, Joachim Schlömer, Urs Dietrich, Tanzcompagnie Rubato und Daniel Goldin
  - Mind your step. Fünf Tanzarchive in Deutschland[14]
  - Folkwang meets Africa. Henrietta Horn und ihre Arbeit mit Tänzern in Kamerun, 2006[15]
- Film-Porträts
  - “Die Sinnlichkeit des Boxhandschuhs” über Reinhild Hoffmann (100 min) ZDF, 1982[16]
  - “Four days. Wera Goldman”, Porträt für das Tanzarchiv Tel Aviv, 2006[17]
  - Zeugen des Tanzes, ein Projekt von Tanzfonds Erbe der Kulturstiftung des Bundes. Porträts über Susanne Linke, Claus Geitel, Gisela Peters-Rohse, Nele Hertling und Johann Kresnik, 2016–2018
- Studioaufzeichnungen von Tanzwerken
  - Solo mit Sofa, Reinhild Hoffmann. Theater Bremen, NDR, 1982[18]
  - “Callas”, Reinhild Hoffmann. Concordia Theater Bremen, NDR, 1983[19]
  - Four for Nothing, Amanda Miller. ZDF / 3sat, 2002[20]
  - Nothing Hurts, Falk Richter / Anouk van Dijk. Choreografischen Inszenierung, Schaubühne Berlin, 2000[21]

- TV-Features und Kulturberichterstattung (Auswahl)
  - Der Spiegel im Tanz. 3sat, 1996
  - Beweg-Gründe, Eine Zeitreise durch zwei Jahrzehnte Deutsches Tanztheater, ZDF / arte, 2001
  - Zwischen-Räumen, Rui Horta und das Nederlands Dans Theater 2, ZDF / arte 2001
  - Improvisation im Tanz. 3sat, Foyer3sat, Paris, Berlin, 2004
- Veranstaltungsbegleitung mit Stückaufzeichnung
  - Deutscher Tanzpreis. 1995 bis 2020
  - Internationale Tanzmesse NRW, biennal 1997 bis 2006
  - “Tanzplattform Deutschland”. biennal 1994
  - Politische Körper. Akademie der Künste Berlin 2007–2009[22]

- Auftragsproduktionen diverser Institutionen (Auswahl)
  - Eine Region in Bewegung. Filmserie über den Tanz in NRW, 1994
  - Vereinte Kräfte in Bewegung. Festival mit behinderten und nichtbehinderten Tanzschaffenden, 1994
  - It Rusts. Über das EU-Projekt “Terpsychore” zur Vernetzung der europäischen Tanzfilmarchive, 2002
  - Jagniatkow. Move The Mount. Interdisziplinäres Laboratorium für Choreografen, Jagniatkov, Polen 2005
  - e-motion in motion. Symposium der Gesellschaft für Tanzforschung, Bern 2005[23]
  - Wissen in Bewegung – Tanzkongress Deutschland. Haus der Kulturen der Welt, Berlin 2006[24]
  - Live Legacy Project. Filmdokumentation zur amerikanischen Tanzmoderne, 2013[25]
- Filmreihen im Kontext des Internet-Projekts “Dance on Demand”, National Library Singapur
  - Tanz im Film, 17 Stückdokumentationen, 2004–2006
  - Tanz Unterwegs, Filmzusammenstellungen zu 13 Choreographen
- Tanzpädagogische und -wissenschaftliche Filmproduktionen (Auswahl)
  - Vielfalt als Programm. 75 Jahre Palucca Schule Dresden, 2001
  - Vom Klang der Bewegung. Rhythmik. Impressionen eines Berufsbildes, 2001
  - E-motion in Motion. Symposium der Gesellschaft für Tanzforschung, Bern 2005
  - Wissen in Bewegung. Film über den Tanzkongress Deutschland 2006

- Ausstellungsbeteiligung (Auswahl)
  - Tanztheater Heute. 30 Jahre Deutsche Tanztheatergeschichte, Goethe-Institut München, 1998
  - Aufbruch zum Solotanz. Dialogische Videoinstallation, Kunsthalle Bremen, Goethe-Institut Neapel, 2002
  - Augenblick der Blicke. Videoinstallation zur Neueröffnung des Deutschen Tanzarchivs Köln, 2002
  - Krokodil im Schwanensee. Tanz in Deutschland seit 1945, Akademie der Künste Berlin, 2003
  - Das Jahrhundert des Tanzes. Akademie der Künste Berlin 2019
  - bauhaus.film.expanded, ZKM Karlsruhe 2020[26]

## Groß-Projekte
- Terpsychore. EU-Projekt zur Vernetzung der europäischen Tanzfilminstitutionen (1999–2003). Mit Tanzfilmarchiven aus Deutschland, Frankreich, Großbritannien, Italien und Ungarn.[27]
- Dance on Demand. Audiovisuelles intranetbasiertes Portal zum deutschen Tanz für die National Library Singapur (2003–2005).[28][29]